# آرشي كوري
آرشي كوري (بالإنجليزية: Archie Currie)‏ هو لاعب هوكي الحقل نيوزلندي، ولد في 5 يناير 1933 في كرايستشرش في نيوزيلندا.

## وصلات خارجية
- آرشي كوري على موقع أوليمبيديا (الإنجليزية)